# Crotalus lannomi
La cascabel de Autlán (Crotalus lannomi) es una especie de serpiente perteneciente a la familia Viperidae. El epíteto es un patronímico honrando a Joseph R. Lannom Jr, el colector del espécimen tipo.

## Clasificación y descripción
El único espécimen conocido es una hembra, presumiblemente un adulto, 63,8 cm de longitud total. La cabeza mide 31,6 mm de largo y constituye 5% de la longitud total (LT). La cola es larga y delgada alcanzando una longitud de 6,9 cm y constituye el 10,8% de la LT. El cascabel es relativamente pequeño, el ancho dorsoventral del cascabel proximal es de 2,6 mm. En el espécimen preservado la coloración del fondo es gris y tiene 31 manchas color café chocolate que abarcan 9-12 escamas de ancho y 3-5 escamas de largo. Las manchas a la mitad del dorso están usualmente separadas estrechamente una de la otra por 1-1,5 escamas, pocas se empatan una con otra. El patrón se vuelve oscuro en el tercio posterior del cuerpo, y el dorso de la cola es casi uniformemente color gris. Las manchas dorsales poseen bordes color café oscuro o negro. De las dos series de puntos laterales color café oscuro, 1 se alterna con las series dorsales que son más grandes. El vientre posee 2 series irregulares de puntos cerca del margen lateral de las escamas ventrales. El punteado en las ventrales posteriores es leve y las subcaudales son uniformemente coloridas.
La rostral es más ancha que alta y hay 7 escamas en la región internasal-prefontral. La prenasal está en contacto con la supralabial 1. Las internasales y cantales anteriores están levemente levantadas formando una cresta estrecha, hay 4 escamas a través de lo alto de la cabeza. Hay 14-15 supralabiales, 15-17 infralabiales, 27 hileras de escamas dorsales. 176 ventrales, 37 subcaudales y 8 escamas al margen del cascabel.

## Distribución
Esta especie se conocía de un solo espécimen colectado en 1966 a 16 km de Autlán de Navarro Jalisco, México.
En 2008 se encontró en dos nuevas localidades en el estado de Colima, México: 42 km SE y 48 km SE por tierra de Cuautitlán, Jalisco.

## Hábitat
Un ecotono entre bosque caduco tropical y bosque de pino-encino caracterizado por abundante pasto, pequeños bambúes y muchos afloramientos rocosos.
El examen de heces de un espécimen juvenil reveló escamas de lagartija (Sceloporus sp.), remanentes de artrópodo, materia vegetal y la mandíbula de una serpiente Colubridae.
Se cree que esta especie sea de hábitos crepusculares y/o nocturnos cuando el clima lo permite.

## Estado de conservación
Se encuentra catalogada como datos insuficientes (DD) en la IUCN.